# Nidaros stift
Nidaros stift (norska: Nidaros bispedømme, sydsamiska: Nidarosen bæspatjïelte) är ett stift inom Norska kyrkan som omfattar Trøndelag fylke och har ett särskilt ansvar för sydsamiskt kyrkoliv. Biskopssäte är Trondheim och domkyrka är Nidarosdomen.
Från 1152 till reformationen var stiftet ärkebiskopssäte för den norska kyrkoprovinsen, som utöver Norge tidvis även innefattade Bohuslän, Härjedalen, Hebriderna, Orkneyöarna, Isle of Man, Shetlandsöarna, Färöarna, Island och Grönland. Stiftet har fortsatt en särskild roll inom Norska kyrkan genom att kyrkans ledande biskop (preses) har sitt säte i Nidaros parallellt med biskopen av Nidaros. Nidarosdomen är också krönings- och välsignelsekyrka för norska kungar.

## Historik

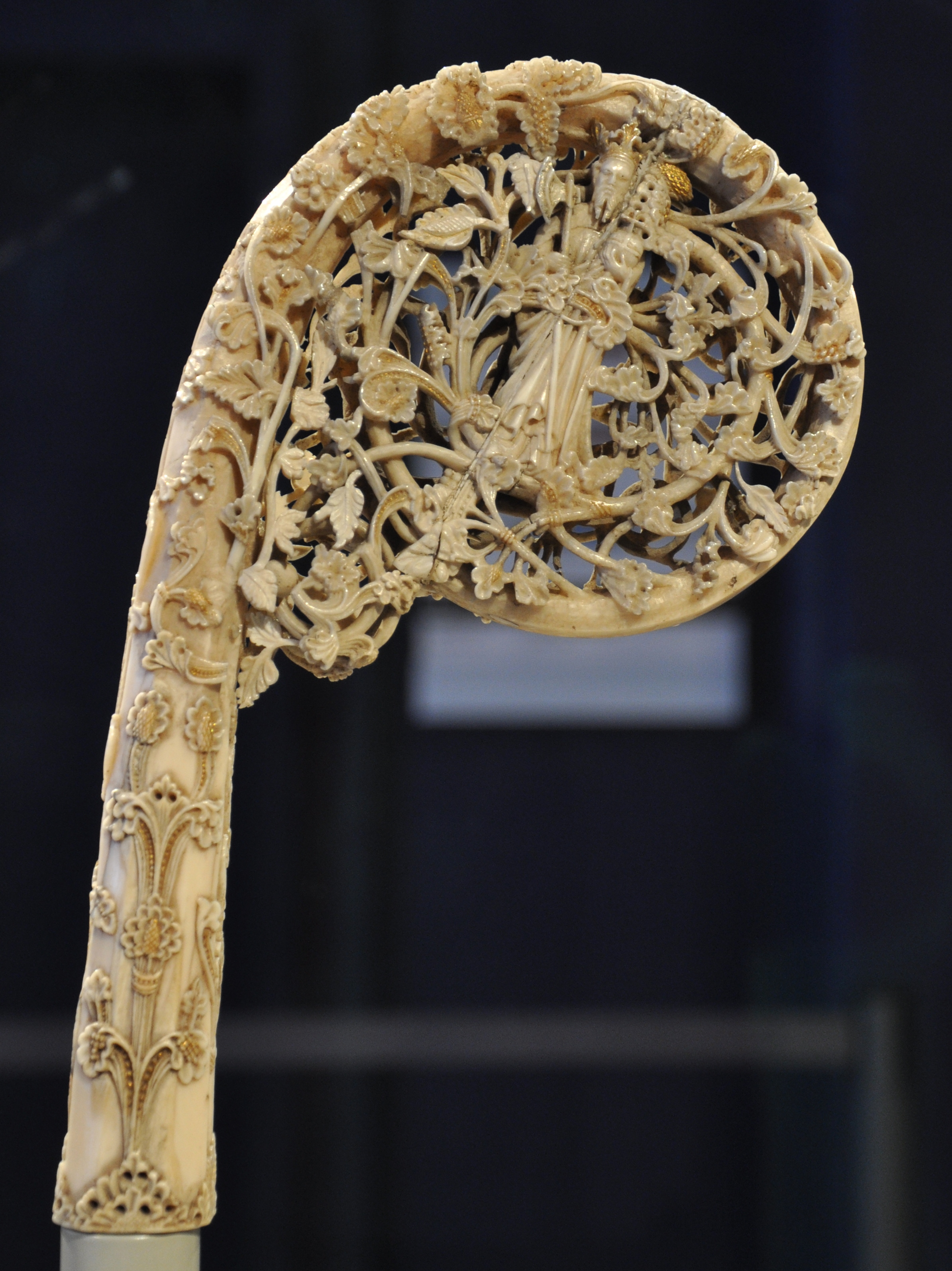
Sankt Olav med yxa på biskopskräkla. Valrosselfenben, Norge, ca 1375–1400.

### Norges kristnande
Kristendomen kom till Norge genom handel och vikingatåg under en längre period.  Från 900-talet och framåt finns tecken på att förkristna gravbruk upphör i kustområdena, och kristna kyrkogårdar börjar uppstå. Till Norges västkust kom även missionärer från England, och engelska källor talar om ett benediktinerkloster på Nidarholm alldeles utanför Trondheim redan år 1028. (Norska och isländska källor talar i stället om tidigt 1100-tal.) Genom Olav den heliges beslut vid tinget på ön Moster 1024 blev Norge ett kristet land, där annan religion förbjöds, kristet dop och begravning påbjöds och kyrkans organisation med präster och kyrkobyggnader började fastställas.

### Nidaros som vallfartsort och biskopssäte
De första norska biskoparna var ambulerande, och en särskild hirdbiskop reste med kungens hird. Först med kung Olav Kyrre tillkom en mera fast ordning, med biskopssäten, geografiska ansvarsområden och domkyrkor.
Nidaros (Trondheim) sägs ha grundats som stad, handels- och gudstjänstplats av kung Olav Tryggvasson  år 997, när han lät bygga en kungsgård och en kyrka där. Det var hit, till Klemenskirken, som Olav den heliges relikskrin kom att föras 3 augusti 1031. Därmed blev Nidaros ett mål för pilgrimer från hela norra Europa, vilket bland annat dokumenterats av den samtida tyska historikern Adam av Bremen. Därför var Olavskultens Nidaros en naturlig plats när Olav Kyrre lät inrätta de tre första norska stiften 1068–1080. Även de båda andra stiften – Oslo och Selje – var starkt knutna till kulten av lokala helgon, nämligen Sankt Halvard respektive Sunniva den heliga. Olav Kyrre lät också börja bygga domkyrkan (kristkirken) i Nidaros, en stenbyggnad helgad till Sankt Olav dit hans reliker så småningom flyttades. Denna nya kyrka var grunden till den framtida Nidarosdomen.

### Klosterväsende
Under medeltiden finns ett rikt klosterliv i Nidaros stift, inte minst kring staden Nidaros. Som tidigare nämnts kan uppgifterna om klostrens grundande variera mellan engelska, norska och isländska källor. Ett flertal av klostren låg i eller runt staden Nidaros. Där inget annat anges är följande lista hämtad från Munchs geografiska beskrivning av Norgesväldet.
Kloster i eller nära staden:
- Sankt Laurentii cluniacenserkloster på ön Nidarholm. Stiftat 1028, återinrättat på 1200-talet.
- Elgeseter augustinerkloster strax utanför staden. Inrättat cirka 1170 av biskop Øystein Erlendsson, troligen tillägnat Jungfru Maria.
- Nunneklostret på Bakke, då strax utanför staden men idag en stadsdel i Trondheim. Troligen ett cistercienserkloster, möjligen grundat redan av Harald Hårdråde, men senast 1120.
- Dominikanerklostret vid kungsgården i Nidaros. Stiftat cirka 1230.
- Franciskanerklostret. Möjligen grundat runt 1300. Troligen knutet till domkyrkan.

Övriga kloster i stiftet:
- Sankt Marie cicstercienserkloster på ön Tautra i Trondheimsfjorden, nära Frosta. Stiftat 1207.
- Sankt Andreæ nunnekloster på Rein. Troligen ett augustinerkloster. Stiftat cirka 1230 av Skule jarl.
- Munkeby cistercienserkloster i Levanger. Upprättat under tidigt 1100-tal, avvecklat vid eller nära bildandet av det närbelägna klostret på Tautra.[14]

### Ärkestift och egen kyrkoprovins
Trots det stora engelska inflytandet löd de norska kyrkorna ursprungligen under Bremens ärkestift, fram till 1103 eller 1104 då biskopen i Lund upphöjdes till ärkebiskop för Skandinavien.
Det skulle dock inte dröja länge förrän Nidarosdomen blev moderkyrka för ett betydligt större geografiskt område. År 1152 sände påve Eugenius III en påvlig legat till Norge och Sverige för att ordna kyrkans organisation. Det var kardinal Nikolaus Breakspere som fick uppdraget, och på hans förslag inrättades 1153 Norge som en kyrkoprovins med egen ärkebiskop i Nidaros. I mitten av 1200-talet var den norska kungamakten som störst, och det så kallade Norgesväldet sträckte sig från Bohuslän, Jämtland och Härjedalen i öst till Hebriderna och Orkneyöarna i sydväst och Shetlandsöarna, Färöarna, Island och Grönland i Nordatlanten. Nidaros kyrkoprovins kom nu att följa i stort sett samma utsträckning, med undantag av Jämtland som låg under biskopen i Uppsala. Tabellen nedan visar ärkestiftets tio underliggande stift.

Karta över Nidaros kyrkoprovins 1153–1387.

| Område                  | Stift         | Grundat         | Lämnar Nidaros | Kommentar |
| ----------------------- | ------------- | --------------- | -------------- | --- |
| Norge                   | Nidaros       | ca 1075         | ––             | Ärkestift från 1153. |
| Norge                   | Bergen        | 1068            | 1536           | Bildat som Selje stift 1068, men överfört till Bergen 1170 i samband med translationen av Sunniva den heligas reliker. Stavangers stift avskilt från Bergen 1125 för att minska biskopens resor över fjället. |
| Norge                   | Oslo          | ca 1075         | 1536           | Hamars stift avskilt från Oslo 1153 |
| Norge                   | Stavanger     | 1125            | 1536           | Avskilt från Bergens stift. |
| Norge                   | Hamar         | 1153            | 1536           | Avskilt från Oslo stift |
| Skattelanden i Nordsjön | Orkney        | tidigt 1100-tal | 1472           | Omfattade Orkneyöarna med biskopssätet Kirkwall, samt Shetlandsöarna (Hjaltland), som var ett eget arkidiakonat. Övergick till den skotska ärkebiskopen av Sankt Andreas 1472.                                |
| Skattelanden i Nordsjön | Sodor och Man | tidigt 1100-tal | 1266           | Omfattade Hebriderna och Isle of Man. Även kallat Suðreyjar, Södra öarna, i motsats till Orkney och Shetland (norra öarna).                                                                                   |
| Skattelanden i Nordsjön | Kirkjubøur    | 1111            | 1536           | Omfattade Färöarna. |
| Skattelanden i Nordsjön | Skálholt      | 1056            | 1536           | Omfattade södra Island. |
| Skattelanden i Nordsjön | Hólar         | 1106            | 1536           | Omfattade norra Island. |
| Skattelanden i Nordsjön | Garðar        | 1124            | 1536           | Omfattade 16 kyrkor på södra Grönland. Biskopsstolen var dock ofta vakant och 1377–1520 utsågs endast titulärbiskopar.                                                                                        |
|                         |               |                 |                | |

### Reformationen

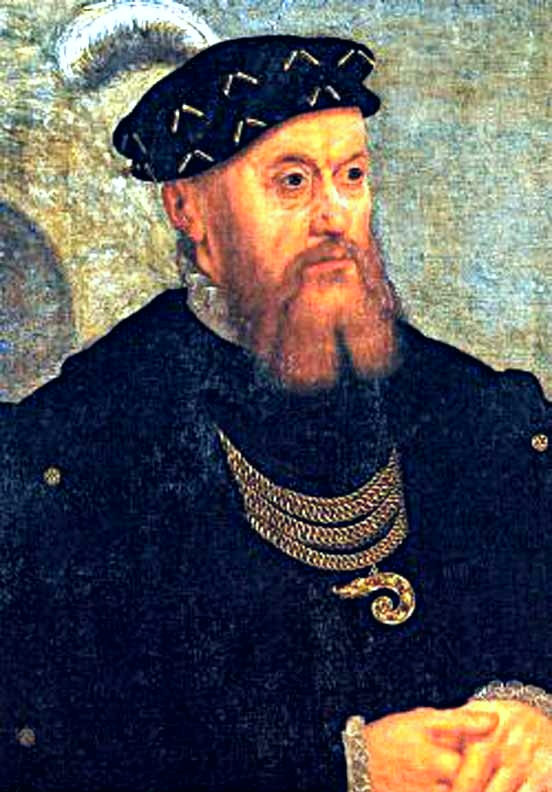
Norge saknar en inhemsk reformator. Här drevs reformationen fram av den danske kung Christian III.

Reformationen i Norge drevs framför allt från Danmark genom den blivande kung Christian III. I samband med hans trontillträde hösten 1536 skrev kungen under ett avtal med adeln, en så kallad håndfæstning, där han bland annat lovade den danska adeln att Norge inte längre skulle vara ett självständigt rike utan ett landskap under den danska kronan. Samtidigt infördes en luthersk statskyrka i Danmark, och därmed även Norge.
Den norska ärkebiskopen i Nidaros, Olav Engelbrektsson, var en stark motståndare till både den nya kungen, liksom till hans far och deras protestantiska idéer. Under Grevefejden tog han därför tillfället för att försöka frigöra Norge från Danmark, under en ny, katolsk kung. Han misslyckades dock med att få med folket i kampen, och i april 1537 flydde Olav, Norges sista katolska ärkebiskop, till Nederländerna där han avled inom ett år.
I 1537 års nya kyrkolag, Kirkeordinansen, ersattes katolska biskopar av lutherska superintendenter. Ärkebiskopsämbetet avskaffades i både Danmark och Norge när kungen själv övertog rollen som kyrkans överhuvud. I ett särskilt avsnitt för Norge klargjorde kungen att han avsåg tillsätta superintendenter även i de norska stiften, och att det ankom på dem att följa kyrkolagen så långt det var möjligt, men att han också avsåg att besöka Norge för att med superintendenternas råd ta fram särskilda regler för norska förhållanden. När Christian III efter sex år ännu inte hade utsett någon ny superintendent för Nidaros föreslog kanikerna i domkapitlet honom att låta viga en av dem, nämligen Torbjørn Bratt.
Bratt var släkt med den siste katolske ärkebiskopen av Nidaros, Olav Engelbrektsson, och både han och hans bror hade gått i lära hos ärkebiskopen. Bratt hade också tjänat en av kungens motståndare i Grevefejden, och var känd som katolik. Först efter att Christian III vunnit tronen hade Bratt återvänt till Norge, för att ansluta sig till domkapitlet i Nidaros. Kungen sände därför Bratt till Wittenberg för att studera för Martin Luther och Philipp Melanchthon. Efter två års studier och goda vitsord från Luther och Johannes Bugenhagen kunde Christian III slutligen utse Bratt till superintendent i Trondheim 1546. Hans säte blev vid Elgeseter kloster, strax utanför Nidaros stadskärna. Klostret hade överlevet reformationen fram till dess, men drogs nu in till kronan och lades ned.
Elgeseter var vid det laget det sista av stiftets kloster. Munch anger att Franciskanerklostret upphävdes redan 1531 och Sankt Marie på Tautra och Sankt Andreæ på Rein 1532. För Nunneklostret på Bakke och dominikanerklostret har han inte funnit närmare uppgifter än att de sekulariserades i samband med reformationen. Nidarholm avkristnades 1537.

### Nidarosdomen

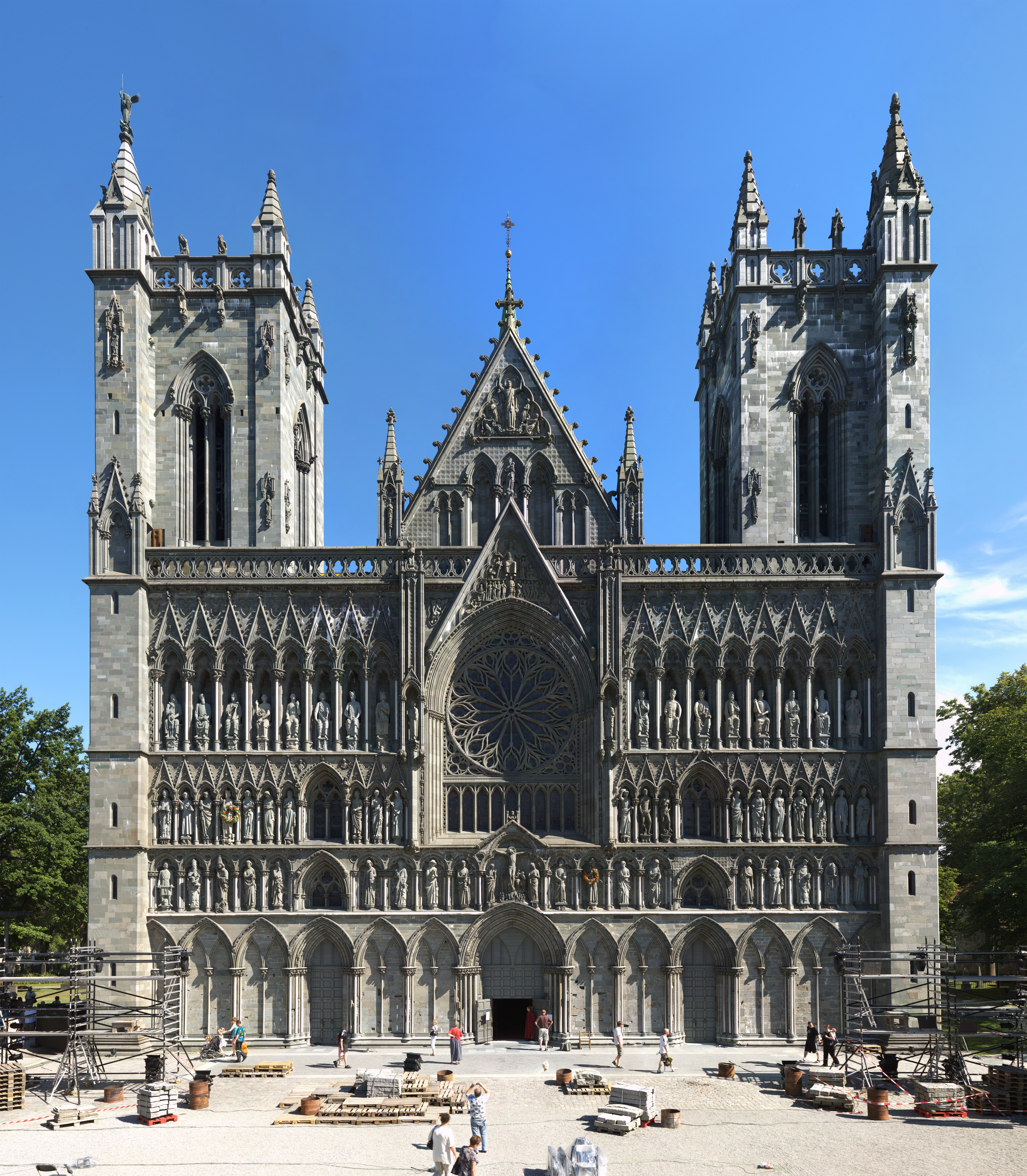
Nidarosdomens västfasad.

Nidarosdomen, Nidaros domkyrka, påbörjades 1070 av Olav Kyrre och stod färdig runt 1300. Tack vare Olav den heliges relikskrin blev kyrkan en plats för pilgrimer från Norge och norra Europa. Under medeltiden rymde kyrkan upp till 28 sidoaltare och krans- och helgonkapell. Den blev också gravplats för kungar, ärkebiskopar och stormän. Munch anger att det i domkapitlet fanns en prost (latin: praepositus), en dekan och 24 kaniker.
Samtidigt började kyrkan långsamt att förfalla. Bränder inträffande under 1300-, 1400- och 1500-talen och två gånger under tidigt 1700-tal. Mittornets översta del blåste ned 1689. Reparationer genomfördes, men ofta bara delvis. Efter reformationen användes bara kyrkans främre delar för församlingsverksamhet. Det skulle dröja till 1868 innan Stortinget beslutade att katedralen skulle återuppbyggas som nationalsymbol. Året efter öppnades en ny byggnadshytta vid Nidarosdomen, och i över 150 år har renoverings- och restaureringsarbetet pågått. Under 2021 arbetade ett 30-tal hantverkare med olika sten-, glas- och snickeriarbeten i domkyrkan och den anslutande ärkebiskopsgården.
Under andra halvan av 1400-talet var Nidarosdomen kröningskyrka för kung Karl av Sverige och Norge, Christian I av Danmark, Norge och Sverige och Hans av Danmark, Norge och Sverige. När Norge 1814 återigen blev ett eget kungarike, fritt från Danmark, fastslogs Nidarosdomen roll som krönings- och smörjelsekyrka för den norska kungen i den nya norska grundlagen. Paragrafen ströks ur grundlagen 1908, men båda de kungar som tillträtt efter dess har bett att bli välsignade i kyrkan, i det senare fallet tillsammans med drottningen. Nidarosdomen har på så sätt fortsatt vara Norges nationalhelgedom, en formulering som också bekräftas i tal och budgetpropositioner från den norska regeringen. Sedan 1900-talets början har Norges riksregalier ställts ut i eller i nära anslutning till domkyrkan.
Nidarosdomen fortsätter att vara en vallfartsort, slutmålet på Nidarosvägarna, och en del av den moderna pilgrimsrörelsen. Sedan 2017 års hundraårsjubileum av Samiska landsmötet 1917 finns också ett särskilt samiskt kapell i domkyrkan, placerat i södra sidoskeppet. Kapellet är utsmyckat med samisk konst, och utgör en del av stiftets ansvar för sydsamiskt kyrkoliv.

## Organisation

### Biskopar

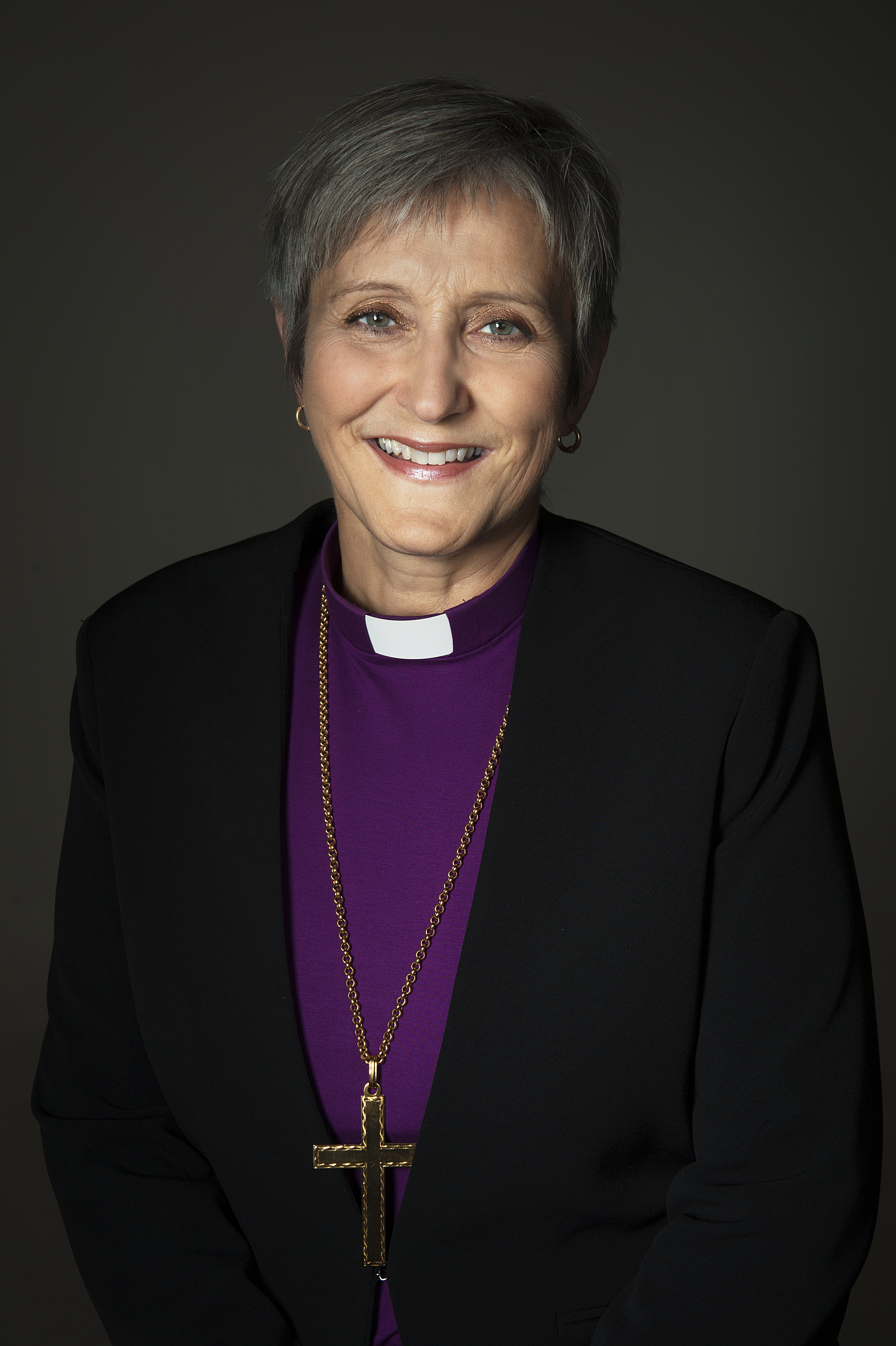
Herborg Oline Finnset är biskop i Nidaros stift sedan 2017.

Sedan 2011 har stiftet, som enda norska stift, två biskopar. Preses i biskopsmötet och biskop i Nidaros leder biskopsmötet, och är Norska kyrkans främsta företrädare. Preses utövar biskopens myndighet i Nidaros domprosti. Biskopen av Nidaros är ordinarie stiftsbiskop, och utövar biskopsämbetet i alla andra delar av Nidaros stift samt i det sydsamiska språkområdet. Båda biskoparna har Nidarosdomen som sin domkyrka. 

### Stiftsrådet
Nidaros bispedømmeråd, stiftsrådet, är stiftets högsta beslutande organ och beslutar om kyrkans verksamhet i stiftet. Stiftsrådet beslutar också i anställnings- och ansvarsärenden för stiftets prästtjänster. Rådet består av elva ledamöter:
- biskopen
- en präst, vald av stiftets präster
- en i stiftet anställd lekman, vald av de i stiftet anställda lekmännen
- sju andra lekmän, valda direkt av stiftets röstberättigade medlemmar, samt
- en sydsamisk representant[43]

Det är biskopen av Nidaros som har säte i stiftsrådet, förutom i anställningsärenden som gäller Nidaros domprosti. I dessa frågor har i stället preses i biskopsmötet säte i stiftsrådet.

Kontraktsindelningen i Nidaros stift.

### Kontrakt, kyrkliga samfälligheter och församlingar
Nidaros stift är indelat i åtta kontrakt (prosterier, norska: prostier) och 121 församlingar (norska: sokn eller sogn). Församlingarna samverkar i 38 kyrkliga samfälligheter (norska: kirkelige fellesråd), en organisation som ungefärligt motsvarar ett pastorat, men i övrigt följer kommunindelningen och är nära knuten till den kommunala organisationen.
De åtta kontrakten är:
- Nidaros domprosteri
- Fosens prosteri
- Gauldals prosteri
- Namdals prosteri
- Orkdals prosteri
- Stiklestads prosteri
- Stjørdals prosteri
- Trondheims prosteri

2018 påbörjades en försöksverksamhet där dåvarande Strinda prosteri samt dåvarande Heimdal og Byåsens prosteri leddes av en gemensam prost. Detta mynnade ut i att Nidaros stiftsråd den 10 september 2024 beslutade att slå samman de båda kontrakten. Inledningsvis användes det tillfälliga namnet Strinda, Heimdal og Byåsens prosteri innan det nya kontraktet den 1 januari 2025, genom beslut av stiftsrådet, fick namnet Trondheims prosteri.
Två av stiftets församlingar är så kallade kategorialförsamlingar, det vill säga icke-territoriella församlingar där medlemskap i stället grundas på tillhörighet till en viss kategori. Det gäller Saemien Åålmege, Samiska församlingen i sydsamiska språkområdet. Församlingen tillhör inte något kontrakt (prosteri) utan står direkt under biskopen av Nidaros tillsyn. Eftersom Saemien Åålmeges verksamhet sträcker sig över hela det sydsamiska språkområdet och därmed berör flera av kyrkans stift, har biskopen ett särskilt uttalat tillsynsansvar även utanför Nidaros.
Døves menighet i Trondheim är en del av Dövkyrkan, och tillhör Døveprostiet i Oslo stift, och står därför under biskopen av Oslos tillsyn.

## Biskopslängd

### Katolska biskopar och ärkebiskopar av Nidaros
Det här avsnittet är helt eller delvis baserat på material från  norska Wikipedia (bokmål/riksmål), Nidaros erkebispedømme, 9 juni 2021.
- Adalbrikt 1080
- Simon -1139
- Ivar Skrauthanske 1140
- Reidar 1140-1151 (Norges förste ärkebiskop)
- Jon Birgersson 1153–1157
- Øystein Erlendsson 1158/59–1188
- Eirik Ivarsson 1188–1205
- Tore I 1206–1214
- Guttorm 1215–1224
- Peter av Husastad 1225–1226
- Tore II 1227–1230
- Sigurd Eindridesson 1231–1252
- Sørle 1253–1254
- Einar 1255–1263
- Håkon 1265–1267
- Jon Raude 1267–1282
- Jørund 1287–1309 (Norges siste jarl)
- Eiliv 1309–1331
- Pål 1333–1346
- Arne 1346–1349
- Olav 1350–1370
- Trond 1371–1381
- Nicolaus Rusare 1382–1386
- Vinald 1387–1402
- Eskill 1402–1428
- Aslak Bolt 1428–1450
- Henrik Kalteisen 1452–1458
- Olav Trondsson 1458–1474
- Gaute 1475–1510
- Erik Valkendorf 1510–1522
- Olav Engelbrektsson 1523–1537 (Norges siste ärkebiskop)

### Lutherska biskopar i Nidaros
Det här avsnittet är helt eller delvis baserat på material från  norska Wikipedia (bokmål/riksmål), Nidaros bispedømme, 19 december 2021.
- Torbjørn Bratt 1546–1548
- Hans Gaas 1549–1578
- Hans Mogenssøn 1578–1595
- Isak Grønbech 1596–1617
- Anders Arrebo 1618–1622
- Peder Skjelderup 1622–1642
- Erik Bredal 1643–1672
- (Henning Skytte 1658-1660)
- Arnold de Fine 1672

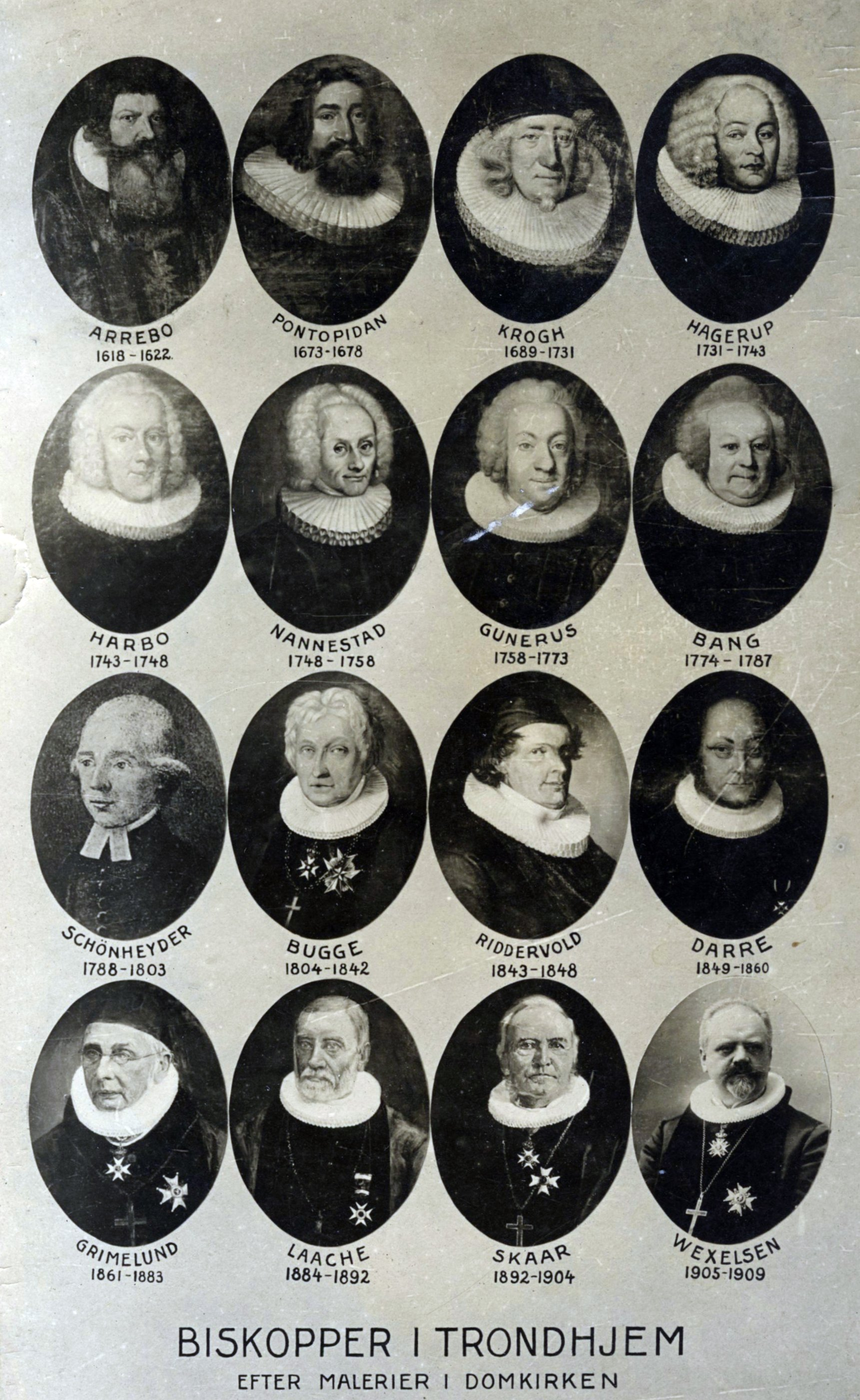
Urval av Trondheims biskopar 1618–1909. Överst till vänster: Anders Christenssøn Arrebo, Erik Pontoppidan d.ä., Peder Krog, Eiler Hagerup d.ä., Ludvig Harboe, Frederik Nannestad, Marcus Frederik Bang, Johan Christian Schønheyder, Peter Olivarius Bugge, Hans Riddervold, Hans Jørgen Darre, Andreas Grimelund, Niels Jacob Jensen Laache, Johannes Nilssøn Skaar och Vilhelm Andreas Wexelsen.

- Erik Pontoppidan den äldre 1673–1678
- Christopher Hanssen Schletter  1678–1688
- Peder Krog 1689–1731
- Eiler Hagerup den äldre 1731–1743
- Ludvig Harboe 1743–1748
- Frederik Nannestad 1748–1758
- Johan Ernst Gunnerus 1758–1773
- Marcus Fredrik Bang 1773–1787
- Johan Christian Schønheyder 1788–1803
- Peder Olivarius Bugge 1804–1842
- Hans Riddervold 1843–1848
- Hans Jørgen Darre 1849–1860
- Andreas Grimelund 1861–1883
- Nils Jacob Laache 1884–1892
- Johannes Nilssøn Skaar 1892–1904
- Vilhelm Andreas Wexelsen 1905–1909
- Peter Wilhelm Kreydahl Bøckman 1909–1923
- Jens Gran Gleditsch 1923–1928
- Johan Støren 1928–1945
- Arne Fjellbu 1945–1960
- Tord Godal 1960–1979
- Kristen Kyrre Bremer 1979–1990
- Finn Wagle 1991–2008
- Tor Singsaas 2008–2017
- Herborg Oline Finnset 2017− (nuvarande)

### Preses och biskop i Nidaros (från 2011)
Sedan 2011 är även preses i biskopsmötet biskop i Nidaros stift, med tillsyn över Nidaros domprostie.
- Helga Haugland Byfuglien 2011–2020
- Olav Fykse Tveit, 2020– (nuvarande)